# Scott Hastings (rugbista)
Scott Hastings (Edimburgo, 4 de diciembre de 1964) es un exjugador británico de rugby que se desempeñaba como centro. Es hermano menor del también jugador de rugby Gavin Hastings.

## Selección nacional
Debutó con el XV del Cardo en 1986 y jugó con el hasta 1997. En total disputó 64 partidos y marcó 43 puntos.

### Participaciones en Copas del Mundo
| Mundial                       | Sede          | Resultado        | PJ | Tries |
| ----------------------------- | ------------- | ---------------- | -- | ----- |
| Copa Mundial de Rugby de 1987 | Nueva Zelanda | Cuartos de final | 1  | 0     |
| Copa Mundial de Rugby de 1991 | Inglaterra    | Cuarto puesto    | 5  | 2     |
| Copa Mundial de Rugby de 1995 | Sudáfrica     | Cuartos de final | 4  | 2     |

## British and Irish Lions
Fue convocado a los Lions para las giras a Australia 1989 y Nueva Zelanda 1993.

## Palmarés
- Campeón del Torneo de las Cinco Naciones de 1990 con Grand Slam.
- Campeón de la Division One de 1996-97.